# 波阳束腰蟹
波阳束腰蟹（学名：Somanniathelphusa boyangensis）为束腹蟹科束腰蟹属的动物。在中国大陆，分布于江西等地，常栖息于湖泊、稻田泥洞中。